# Dan-Ştefan Motreanu
Dan-Ştefan Motreanu, né le 11 septembre 1970 à Orăștie, est un homme politique roumain, membre du Parti national libéral (PNL). Il est député européen depuis 2019,,.